# Нэанг
Нэанг, или Неанг — в армянской мифологии является драконоподобным чудовищем. Слово Неанг имеет персидские корни и переводится как крокодил.

## Описание
Неанг имеет персидское происхождение, не только из-за обозначения крокодила в персидском языке, но вместе с тем встречается в персидской сказке о Хатим Тае, представлен в образе морского чудовища боящегося краба.
Неанги в армянской мифологии представляют собой вредоносных духов, также как и вишапы они не имеют чёткой формы и могут менять обличия, представляясь речными девами, тюленями или другой водной живностью. Очевидно неанги являются водными духами. В манускрипте о географии, которое приписывается Мовсесу Хоренаци, говорится о вампирской природе неангов, которые насилуют существ чарчашам, а после пьют их кровь, пока те не умрут. По одним источникам неанг являлся хищним зверем, по другим дэвом.
Армянские церковные переводчики часто использовали неангов вставляя в перевод того или иного религиозного документа в значении бегемота, крокодила или какого-нибудь мифического чудовища. К примеру в армянском переводе слов Иоанна Златоуста о дочери царя Ирода говорится что она кровожаднее, чем «все нэанги моря».